# Pekka Tuokkola
Pekka Tuokkola (Alavus, 22 ottobre 1983) è un ex hockeista su ghiaccio finlandese, di ruolo portiere.

## Carriera
Fratello minore dell'allenatore Tuomas Tuokkola, Pekka Tuokkola ha esordito da professionista con il Tappara di Tampere, nella Liiga, che tuttavia tra il 2002 ed il 2006 lo ha girato spesso in prestito nelle serie minori. Nel 2006 è passato all'JYP, di cui è diventato titolare e con cui ha vinto il titolo finlandese nel 2008-2009.
Nella stagione 2010-2011 ha avuto la sua prima esperienza lontano dalla Finlandia, al Torpedo Nižnij Novgorod in Kontinental Hockey League, durata una sola stagione. Già nell'estate del 2011, infatti, fece ritorno al Tappara. A gennaio del 2012 passò al KalPa, sempre nella Liiga. Con la squadra di Kuopio rimase anche per la prima parte della stagione successiva, prima di passare al Färjestad, nel massimo campionato svedese, per l'ultima parte della stagione ed i play-off, chiusi con la sconfitta in finale.
Tra il 2014 ed il 2016 ha vestito la maglia del KAC in EBEL, per poi fare ritorno nella stagione 2016-2017 all'JYP. Iniziò la stagione successiva ai Vienna Capitals, in sostituzione dell'infortunato Jean-Philippe Lamoureux, ma al rientro di questi fece ritorno in Finlandia, accasandosi al KeuPa HT. Il 1º dicembre 2017 cambiò nuovamente squadra, andando a sostituire, tra i pali dell'Hockey Club Bolzano, il ceco Jakub Sedláček, che aveva accettato un'offerta in Kontinental Hockey League e che a sua volta sostituiva il titolare Matt Climie, infortunato. Il contratto era a gettone fino a gennaio, ma le ottime prestazioni di Tuokkola convinsero la dirigenza a confermarlo. Le sue prestazioni saranno decisive prima per il raggiungimento dei play-off, e poi per la vittoria del titolo. A fine stagione non ha rinnovato il contratto, preferendo tornare in patria per motivi familiari.
Rimasto per alcuni mesi svincolato, è stato chiamato, dal 15 ottobre 2018, a difendere nuovamente la porta dell'JYP, a causa dell'infortunio occorso al goalie titolare, Joona Voutilanen. Il contratto aveva inizialmente una durata di tre settimane, ma venne poi prorogato fino al 1º dicembre. Terminato questo contratto, dal 14 dicembre si è accasato al Lukko Rauma, anche in questo caso con un accordo a termine (fino al 12 gennaio 2019) per sopperire all'assenza di Lassi Lehtinen, impegnato con la Finlandia under 20 ai mondiali di categoria, per quella che è stata la sua ultima esperienza da giocatore.

## Palmarès

### Club
- Campionato finlandese: 1

JYP: 2008-2009
- Campionato austriaco: 1

Bolzano: 2017-2018

### Individuale
- Premio Jari Kurri: 1

2008-2009